# 市川徹
市川 徹（いちかわ とおる、1948年7月28日 - 2023年8月30日）は、日本の映画監督、プロデューサーである。

## 来歴
浅野高等学校卒業後、日本大学に進学。1972年に卒業し、テレビ神奈川（tvk）に入社する。tvkでは、音楽・バラエティ番組などの制作や営業を担当する。87年に独立し、サム・エンタープライズの芸能部長になると共に音楽･映像の制作会社を設立し、KATSUMI、米倉利紀などを抱える。1993年、第一作となる『ファンキー・モンキー・ティーチャー3 康平の微笑』で映画監督デビューする。その後、十余年の間、監督として数多くの青春、コメディ映画やヤクザ映画のVシネマ作品を手がける。2006年から2007年の富山県や神奈川県を舞台にした伝記映画『九転十起』三部作の監督を機に、日本各地のご当地映画を撮り続けている。監督作品は、第一作からこれまで90本に及ぶ。
2023年8月30日、肝臓がんのため横浜市の病院で死去した。75歳没。

## 取り組み
2006年より地域密着映画に取り組み、「ご当地映画の巨匠」と評されることもある。単に、ご当地で映画の撮影をするだけではなく、地元の一般の人や商店会の人、時には、知事や市長など自治体の首長の、出演もあり、地域ぐるみで参加する映画作りをおこなっている。町おこし、地域活性化へと広く発展するような映画製作を目指している。地域活動の一環として、2018年、横浜市西区にコミュニティ・スペースを開設した。

## 作品

### 映画
- 酔いどれ侯爵（1987年10月25日、中継／編集）
- リューチャーフィー熱風伝説（1989年12月25日、監督）
- ファンキー・モンキー・ティーチャー3 康平の微笑（1993年4月21日、監督)／出演：間寛平、細川ふみえ、飯島愛
- パッパカパー（1994年1月21日、監督）[11]
- パッパカパー2（1994年4月21日、監督）[12]
- 新ファンキー・モンキー・ティチャー どつかれたるねん（1994年5月20日、監督)／出演：間寛平、篠原涼子、ベンガル、伊集院光
- パッパカパー4 梅は咲いたか，桜はまだか・・・ 山梨 塩山編（1994年10月21日、監督）[13]
- 1・2の三四郎（1995年7月15日、監督）／出演：佐竹雅昭、六平直政、坂上忍、香坂みゆき、松田勝
- 花の女子アナ危機一髪（1999年8月27日、監督）
- 花の女子アナ☆ヤルのは奴らだ（1999年8月27日、監督）
- 花の女子アナ☆ＫＩＮＺＡＮより愛を込めて（1999年12月22日、監督）
- がらん 花嫁は冷たい瞳（2000年2月25日、監督）[14]
- きつねに 風ぐるま2（2000年9月29日、監督）[15]
- 実録・土佐遊興外伝 鯨道 青春篇（2000年11月5日、監督）[16]
- 実録・土佐遊興外伝 鯨道 抗争完結編（2000年12月25日、監督）[17]
- 音楽青春ストーリー 人生DO真中（2001年3月15日、監督）[18]
- 実録・日本やくざ烈伝 義戦 昇竜編（2001年10月21日、監督／撮影）[19]
- 実録・日本やくざ烈伝 義戦 昇華編（2001年12月21日、監督／撮影）[20]
- 実録・広島やくざ抗争史 鯨道10 総完結篇（2002年、監督／撮影）[21]
- 実録・沖縄やくざ戦争 いくさ世30年・抗争勃発編（2002年、脚本）[22]
- 実録・沖縄やくざ戦争2 いくさ世30年・抗争激化編（2002年、出演）[23]
- 実録ヤクザの戦場 侠の終章（2002年、監督）[24]
- 実録・九州やくざ抗争史 LB熊本刑務所 侠牙（2002年3月25日、監督）[25]
- 実録・九州やくざ抗争史 LB熊本刑務所vol.2 義絶盃（2002年4月25日、監督／撮影）[26]
- 浪商のヤマモトじゃ! 大阪総番長編（2003年、プロデューサー）[27]
- 浪商のヤマモトじゃ! 喧嘩野球編（2003年、プロデューサー）[28]
- 実録・北九州ヤクザ戦争 侠嵐（2003年、監督）[29]
- 実録・北九州ヤクザ戦争 侠嵐 完結編（2003年、監督）[30]
- 実録・なにわ山本組 捨身で生きたる! 前編（2003年、監督）[31]
- 実録・なにわ女侠伝（2003年、脚本）[32]
- 実録・なにわ山本組 捨身で生きたる! 完結編（2004年1月25日、監督）[33]
- 実録・広島四代目 第一次抗争編（2004年3月25日、監督）[34]
- 実録・広島四代目 第二次抗争編（2004年4月25日、監督）[35]
- 実録・広島四代目 第三次抗争編（2004年5月25日、監督）[36]
- 実録・籠寅三代目 合田幸一 任侠修業篇（2004年8月25日、監督）[37]
- 実録・籠寅三代目 合田幸一 名門継承篇（2004年10月25日、監督）[38]
- 実録・籠寅三代目 合田幸一 関西二十日会篇（2004年11月25日、監督）[39]
- 逆鱗組七人衆（2005年9月10日、監督／撮影）[40]
- 極道の山本じゃ 捨て身の極道編（2005年、監督）[41]
- 逆鱗組 上州路に春を見た（2006年、監督／撮影）[42]
- 逆鱗組 背中で哭いてる唐獅子ボタン（2006年、監督／撮影）[43]
- 極道の山本じゃ2 伝説の親分編（2006年、監督）[44]
- ワニガメ任侠伝（2006年、監督／撮影）[45]
- 続ワニガメ任侠伝（2006年、監督／撮影）[46]
- 九転十起の男 浅野総一郎の青春（2006年9月26日、監督）[47]
- だからワタシを座らせて。通勤電車で座る技術!（2006年10月7日、監督)／出演：田村英里子、松田優、六平直政、朝倉えりか、伊藤裕子
- 赤龍の女（2006年10月14日、監督)／出演：美崎悠、武智健二、遠藤憲一、我修院達也
- カタナーマン（2007年2月23日、監督）[48]
- 九転十起の男2 ～激動編～（2007年5月12日、監督）[49]
- 九転十起の男3 グッドバイ（2007年11月10日、監督）[50]
- 破天荒力 A Miracle of Hakone（2008年2月16日、監督）[51]
- 約束の午後（2008年4月、監督）
- フルーツの恩返し（2008年7月、監督／撮影）
- 約束の午後２（2008年10月、監督）
- 修羅の荒野 （2008年12月、監督／撮影）
- 弁天通の人々（2009年、監督）
- 万華鏡（2009年、監督／撮影）[52]／出演：保坂尚希、水元秀二郎、金山一彦、松永かなみ、萩原流行
- ハングリーハート（2009年、監督／撮影）
- ハングリーハート２（2009年、監督／撮影）
- 修羅の荒野2〜宿命編（2009年、監督／撮影）
- 修羅の荒野３〜迷い道（2009年、監督／撮影）
- 修羅の荒野4〜弔いの炎（2009年、監督／撮影）
- 修羅の荒野5〜契り（2009年、監督／撮影）
- さくら、さくら 〜サムライ化学者・高峰譲吉の生涯〜（2010年3月20日、監督）／出演：加藤雅也、ナオミ・グレース、国分佐智子、松方弘樹
- TAKAMINE〜アメリカに桜を咲かせた男〜（2011年5月28日、監督）[53]
- one～一つになりたい（2011年、監督）[54]
- 万年筆（2012年1月14日、監督）[55]
- HAPPY!メディアな人々。（2012年9月1日、監督）[56]
- 桜田門内の変!?（2012年10月20日、企画／製作／総監督）[57]
- TAKAOcan Dream〜がんばれ!サンダーバーズ!!〜（2013年4月13日、監督／撮影）[58]
- 彩火（2014年11月8日、監督／撮影）[59]
- 獅子舞ボーイズ（2015年5月14日、監督）[60]
- 魚津のパン屋さん（2015年10月7日、監督）[61]
- HANA～ひとつ。（2016年7月9日、監督）[62]
- 恋網（2016年9月10日、撮影／竹内晶子との共同監督）[63]
- そうだ！選挙にでよう！ (2017年5月27日、監督）[64]
- カラオケや兆治（2019年4月4日、監督）
- SWANEE〜野毛探偵事務所（2021年7月28日、監督）
- 津山城下町〜文太がいく〜（2022年、脚本、監督）
- 月の道（2023年、監督）

### ショートムービー
- いい歳こいてロックンロール（2018年1月20日、監督）[65]
- 村田さん（2018年1月22日、監督）[65]
- 30年目のバラ（2018年1月22日、監督）[65]
- ヨコハマ物語〜お三宮伝説（2020年9月15日、監督）
- Rock around the Cock（2021年1月19日、監督）

### MV & CM
プロモーションビデオ
ヒロシ＆ナオミの「30年目の本気?懲りない男のPart２」
コマーシャル
横浜市交通局
横浜女学院
高岡商工会議所
富山県商工会
PR動画
待ってたよ 北陸新幹線